# Сажидов Сажид Халілрахманович
Сажид Халілрахманович Сажидов (рос. Сажид Халилрахимович Сажидов; нар. 6 лютого 1980, аул Гігатлі, Цумадинський район, Дагестанська АРСР) — російський борець вільного стилю, дворазовий чемпіон світу, дворазовий чемпіон Європи, бронзовий призер Олімпійських ігор. Заслужений майстер спорту Росії з вільної боротьби.

## Біографія
Народився в аулі Гігатлі Цумадинського району Дагестану. Боротьбою почав займатися з 1990 року в селі Агвалі. У 1997 році закінчив Анвалінську середню школу, після чого переїхав до Махачкали. Вихованець махачкалинської Школи вищої спортивної майстерності. Перший тренер — Далгат Абдулбасиров. Згодом тренувався під керівництвом Маїрбека Юсупова і Сагіда Муртазалієва. Виступав за Центральний спортивний клуб армії з Москви. Боровся в категорії до 84 кг. П'ятиразовий чемпіон Росії: 2001, 2003, 2004, 2006 та 2007 років.
У 2007 році Сажид Сажидов зустрівся у фіналі чемпіонату Росії в Москві з Георгієм Кетоєвим з Північної Осетії, під час якої виникла масова бійка між чисельними вболівальниками, що приїхали з Дагестану і Північної Осетії, яка почалася після того, як Кетоєв вдарив Сажидова в обличчя. Бійку з великими труднощами вдалося зупинити за допомогою ОМОНу. Під час цього інциденту Сажид Сажидов виявив благородну поведінку, всіляко намагаючись утримати своїх уболівальників і зупинити розвиток заворушень. Змагання були перервані. Наступного дня через неможливість виявити переможця судді вирішили вручити золоті нагороди обом борцям.
Чемпіон світу 1995 року серед кадетів. Переможець світових першостей 1998 та 2000 років серед юніорів. Чемпіон Європи 2000 року серед юніорів.
Статус першого номера збірної Росії Сажид Сажидов завойовував в найгострішій конкуренції з олімпійськими чемпіонами різних років Адамом Сайтієвим і Хаджимуратом Гацаловим. Через травми завчасно довелося завершити активні виступи на борцівському килимі.
Випускник Дагестанського державного педагогічного університету. У травні 2011 року Сажид Сажидов очолив збірну Дагестану, яка під його керівництвом зміцнила провідні позиції.

## Державні нагороди
- Орден «За заслуги перед Вітчизною» II ступеня.

## Спортивні результати на міжнародних змаганнях

### Виступи на Олімпіадах
| Змагання                                   | Збірна | Вагова категорія          | Місце  |
| ------------------------------------------ | ------ | ------------------------- | ------ |
| Боротьба на літніх Олімпійських іграх 2004 | Росія  | вільна боротьба, до 84 кг | Бронза |

### Виступи на Чемпіонатах світу
| Змагання                        | Збірна | Вагова категорія          | Місце  |
| ------------------------------- | ------ | ------------------------- | ------ |
| Чемпіонат світу з боротьби 2003 | Росія  | вільна боротьба, до 84 кг | Золото |
| Чемпіонат світу з боротьби 2005 | Росія  | вільна боротьба, до 84 кг | 5      |
| Чемпіонат світу з боротьби 2006 | Росія  | вільна боротьба, до 84 кг | Золото |

### Виступи на Чемпіонатах Європи
| Змагання                         | Збірна | Вагова категорія          | Місце  |
| -------------------------------- | ------ | ------------------------- | ------ |
| Чемпіонат Європи з боротьби 2001 | Росія  | вільна боротьба, до 85 кг | Золото |
| Чемпіонат Європи з боротьби 2002 | Росія  | вільна боротьба, до 84 кг | Золото |

### Виступи на Кубках світу
| Змагання                    | Збірна | Вагова категорія          | Місце |
| --------------------------- | ------ | ------------------------- | ----- |
| Кубок світу з боротьби 2000 | Росія  | вільна боротьба, до 85 кг | 4     |

### Виступи на інших змаганнях
| Змагання                                | Збірна | Вагова категорія          | Місце  |
| --------------------------------------- | ------ | ------------------------- | ------ |
| Міжнародний меморіал Дейва Шульца 2000  | Росія  | вільна боротьба, до 85 кг | Срібло |
| Міжнародний меморіал Дейва Шульца 2002  | Росія  | вільна боротьба, до 84 кг | Золото |
| Всесвітні ігри військовослужбовців 2007 | Росія  | вільна боротьба, до 84 кг | Золото |

### Виступи на змаганнях молодших вікових груп
| Змагання                                       | Збірна | Вагова категорія          | Місце  |
| ---------------------------------------------- | ------ | ------------------------- | ------ |
| Чемпіонат світу з боротьби серед юніорів 1998  | Росія  | вільна боротьба, до 83 кг | Золото |
| Чемпіонат Європи з боротьби серед юніорів 2000 | Росія  | вільна боротьба, до 85 кг | Золото |
| Чемпіонат світу з боротьби серед юніорів 2000  | Росія  | вільна боротьба, до 85 кг | Золото |
| Чемпіонат світу з боротьби серед кадетів 1995  | Росія  | вільна боротьба, до 76 кг | Золото |